# Cantos de vida y esperanza
Cantos de vida y esperanza es un libro de poemas de Rubén Darío, máximo exponente del modernismo hispanoamericano, publicado por primera vez en España en 1905. De acuerdo con el mismo autor, el libro fue escrito en su plena madurez: 

"Si Azul… simboliza el comienzo de mi primavera, y Prosas profanas mi primavera plena, Cantos de vida y esperanza encierra las esencias y sabias de mi otoño."

## Edición
Los primeros libros de Rubén Darío habían sido publicados en países de América Latina, inicialmente en Chile y Guatemala, hasta la aparición de Cantos de vida y esperanza, cuya primera edición fue publicada en España en 1905, por Tipografía de Revista de Archivos y Bibliotecas. La segunda edición también fue española: se publicó en 1907, en Barcelona, por F. Granada y Compañía. Algunos libros suyos posteriores a este también continuaron publicándose en España.
El libro se constituye por cincuenta y nueve poemas, de los cuales catorce integran la parte principal titulada “Cantos de vida y esperanza”; cuatro, la segunda sección llamada “Los cisnes”, y los cuarenta y uno restantes conforman la última parte “Otros poemas”.

## Estilo
Cantos de vida y esperanza marca un cambio en la estética de su poesía, la cual había estado caracterizada por un lenguaje con amplias referencias exóticas, por su cosmopolitismo, por el uso constante de ciertos símbolos, como el del cisne o el color azul, por el empleo de formas métricas en desuso, o por el desarrollo de temas como el erotismo o el ocultismo. Sin embargo, en este libro adoptó mayor libertad formal, incluyó más temas políticos y sociales, así como mayor contenido crítico con respecto al espíritu de la época: 

"Es cierto que en la primera época del Modernismo predominó una literatura esteticista que, en ocasiones, se agotaba en el mero preciosismo formal. Pero en las obras posteriores abundan los ejemplos contrarios, de creaciones en las que laten las preocupaciones sociales, políticas o existenciales. Así ocurre en uno de los títulos más representativos de Rubén Darío: Cantos de vida y esperanza (1905)."

Por otro lado, aunque el estilo del modernismo se nutrió, principalmente, por los nuevos estilos europeos, el sentido que el movimiento adoptó en su literatura fue propiamente hispanoamericano. En este sentido, Cantos de vida y esperanza se distingue también por su enaltecimiento de los valores latinoamericanos, por una revisión del pasado, así como por su revalorización de poéticas antiguas y ya no solo de las modas extranjeras. Así lo señaló el mismo autor:

"Al escribir Cantos de vida y esperanza yo había explorado no solamente el campo de poéticas extranjeras, sino también los cancioneros antiguos, la obra ya completa, ya fragmentaria de los primitivos de la poesía española, en los cuales encontré riqueza de expresión … A todo esto agregad un espíritu de modernidad con el cual me compenetraba en mis incursiones poliglóticas y cosmopolitas."

Al ser la revisión del pasado una de las principales fuentes estéticas del libro, cabe señalar que, a diferencia de los románticos, los modernistas recuperaban el pasado para recrearse en él, y para “verterlo en un presente en el que ellos mismos participaban." En “Ledas” y “Augurio”, por ejemplo, Darío funde su yo poético en el mismo plano que personajes de la mitología grecolatina.

## Temas
Cantos de vida y esperanza fue novedoso en los temas que desarrolló principalmente por dos factores: “por la autocrítica con que se abre el poemario, pero también la afirmación del hispanismo que inaugura su poesía cívica". El libro comienza con el poema homónimo en el que Darío se refiere a sí mismo en su primera época, con un tono reflexivo y nostálgico, aunque desde el punto de vista de un Darío más maduro. En “Canción de otoño en primavera”, uno de sus poemas más recordados de él, también apela a su pasado, pero desde el plano erótico. En esta sección de poemas líricos sin tintes políticos también se inscriben otros como “Pegaso”, “Torres de Dios”, “Un gran vuelo de cuervos”. 
A pesar de que Darío ya había escrito otros libros con contenido político, como el Canto épico a las glorias de Chile (1887), y en otros poemas dispersos, como en “Brindis a los Presidentes de El Salvador y de Nicaragua”, en Cantos de vida y esperanza escribió con un tono político orientado a “la defensa de la hispanidad". Exaltó el valor de la cultura hispanoamericana por medio de la reconciliación con la herencia cultural de España. En este eje temático están inscritos los poemas “Cyrano en España”, “Retratos”, “Trébol”, “Un soneto a Cervantes”, “Goya”, “Letanía de Nuestro Señor Don Quijote”. Sin embargo, el enaltecimiento de lo hispanoamericano también revela la actitud de protesta de Darío frente al intervencionismo de Estados Unidos, que hasta entonces había irrumpido en la soberanía de países como Panamá, Nicaragua o Cuba, como consecuencia de la Doctrina Monroe. En los poemas “A Roosevelt” y “Los cisnes” se manifiesta su postura antiimperialista, al contrario que su contemporáneo Rudyard Kipling en La carga del hombre blanco (1899).

## Métrica
Rubén Darío creía en la rigurosidad rítmica de las formas métricas, incluso desde sus primeros poemas, pues pensaba que, “como cada palabra tiene un alma, hay en cada verso, además de una armonía verbal, una melodía ideal."
Utilizó formas clásicas como el serventesio en “Cantos de vida y esperanza” en “Los tres Reyes Magos”, pero también en versos no tan comunes a esta forma, como en el “Nocturno” (tridecasílabo), o en “Canción de otoño en primavera” (eneasílabo). También escribió en versos pareados, como en “Al Rey Óscar”; cuartetos, “¡Oh, terremoto mental!”; Silvas, “En la muerte de Rafael Núñez”.
Asimismo, escribió varios sonetos clásicos, como “Trébol”, y en versos alejandrinos, como “Pegaso”. No obstante, otras de sus composiciones en soneto tienen formatos irregulares, como “Un Soneto a Cervantes” y “Soneto de trece versos”. Otros poemas del libro no siguen formas métricas predeterminadas, sino que están compuestos por versos de extensión variable y a veces sin rima, como “Salutación al optimista”, “Helios” y “Marcha triunfal”.